# Tinnura
Tinnura település Olaszországban, Szardínia régióban, Oristano megyében. Lakosainak száma 246 fő (2023. január 1.). Tinnura Flussio, Suni és Sagama községekkel határos.

## Népesség
A település lakossága az elmúlt években az alábbi módon változott:
| Lakosok száma | 247  | 242  | 246  |
|               | 2017 | 2018 | 2023 |